# La hija del jardinero
La hija del jardinero es una telenovela mexicana producida por TV Azteca en 2003. 
Protagonizada por Mariana Ochoa  y Carlos Torres, y con las participaciones antagónicas de Alpha Acosta, Fernando Ciangherotti y Gabriela Vergara. Cuenta además con las actuaciones de los primeros actores José Alonso, Sergio Kleiner y Ana Ofelia Murguía.

## Sinopsis
Las hermanas Consuelo y Amelia Alcántara son dos jóvenes de familia rica que están perdidamente enamoradas del mismo hombre, Luis Alejandro Montero. Sin embargo, cuando Amelia queda embarazada de Luis Alejandro, él la abandona para casarse con Marisa Gómez Ruiz, una viuda millonaria que tiene un hijo, Carlos Eduardo. 
Don Fernando Alcántara, padre de Consuelo y Amelia, expulsa de la casa a su hija menor al saber de su embarazo. Entonces Pedro Pérez, un humilde jardinero que siempre estuvo enamorado de ella, le propone matrimonio y le promete reconocer al futuro bebé como hijo suyo. Amelia accede, aunque ello implique llevar una vida de pobreza y humildad. Así pues, Pedro cría a Luisa Fernanda, la hija de Amelia, como si fuera suya.
Cuando Luisa Fernanda está en la preparatoria, sus compañeros planean hacer un viaje de fin de curso por el Caribe; sin embargo, su familia no puede darle ese lujo. Pero un día, Luisa Fernanda va por la calle con su amiga, Vanessa Sotomayor Alcántara (que es en realidad es hijastra de Consuelo, pues es hija del marido de Consuelo), y es atropellada por su verdadero padre, Luis Alejandro Montero. Aunque el atropello no ha causado graves daños a Luisa Fernanda, Vanessa aconseja a su amiga que interponga una demanda contra el conductor para poder conseguir el dinero para el viaje. 
Cuando llega al hospital, el médico que la atiende resulta ser Carlos Eduardo Gómez, el hijastro de Luis Alejandro. Carlos Eduardo decide ayudar a Luisa Fernanda, ya que él odia profundamente al ambicioso Luis Alejandro, que es infiel a Marisa desde hace mucho tiempo. 
Poco a poco, Luisa Fernanda se va enamorando de Carlos Eduardo. Sin embargo, tras la muerte de Amelia, Luisa Fernanda empezará a descubrir la verdad de su pasado. Don Fernando, que ya es muy anciano y está gravemente enfermo, ha olvidado todo lo ocurrido y Consuelo aprovecha la situación para hacerle creer a su padre que ella es hija única y que es la heredera de todo. La única que conoce la verdad es Rigoberta Rondón, el ama de llaves de la familia, pero no puede decirle nada por temor a que muera del disgusto. 
Sin embargo, Luisa Fernanda no podrá amar libremente a Carlos Eduardo, pues el ya tiene pareja, Jennifer de la Vega, una mujer obsesiva que se aliará con Luis Alejandro para acabar con Luisa Fernanda.

## Elenco
- Mariana Ochoa ... Luisa Fernanda Pérez Alcántara / Luisa Fernanda Montero Alcántara / Amelia Alcántara (joven)
- Carlos Torres ... Carlos Eduardo Gómez-Ruíz
- Ángela Fuste ... Amelia Alcántara de Pérez
- Alpha Acosta ... Consuelo Alcántara de Sotomayor
- Fernando Ciangherotti ... Luis Alejandro Montero
- Ramiro Huerta ...Pedro Pérez
- José Alonso ... Don Fernando Alcántara
- Kenia Gazcón... Marisa Gómez-Ruíz de Montero
- Alejandra Lazcano ... Vanessa Sotomayor Alcántara
- Gabriela Vergara ... Jennifer de la Vega
- Sergio Kleiner ... Lic. Antonio Ordóñez
- Ana Ofelia Murguía ... Rigoberta Rondón
- Gerardo Acuña ... Heriberto Sotomayor
- Eduardo Arroyuelo ... Augusto Prieto
- Carlos East Jr. ... Armando Pereira / Luis Alejandro Montero (joven)
- Mariana Isla ... Gabriela
- Masha Kostiurina ... Consuelo Alcántara (joven)
- Kenya Mori ... Carolina "Caro" de la Vega
- Betty Monroe ... Andreina Torres
- Nubia Martí ... Guadalupe 'Lupe' González
- Eduardo Victoria... Leopoldo Araoz
- Cinthia Vázquez ... Xóchitl Infante
- Loló Navarro ... Rosario
- Laura Padilla ... Hermana Joaquina
- Erika de la Rosa ... Clarita
- Carina Sarti ... Alicia
- Mariana Urrutia ... Hermana Sonrisa'
- Abel Woolrich ... Pancho
- Luis Gerónimo Abreu ... Dr. Alfredo Anzola
- Rodrigo Abed ... Guillermo
- Luis Ernesto Franco ... Orlando
- Cinthya Gómez Romero ... Teresita

### Premios INTE 2004
| Categoría                | Persona       | Resultado |
| ------------------------ | ------------- | --------- |
| Mejor Telenovela del Año | Igor Manrique | Nominada  |

## Versiones
- La también productora mexicana Televisa realizó en el 2016 una adaptación titulada Un camino hacia el destino, protagonizada por Paulina Goto y Horacio Pancheri.